# Jamboree national ou régional
Un Jamboree est un rassemblement scout. Beaucoup de pays en organisent plus ou moins régulièrement et parfois, certaines régions géographiques organisent de tels rassemblements.

## Belgique

### Inter-mouvements
- 29 avril 2007 : JAMbe : rassemblement à Bruxelles de toutes les fédérations officielles belges pour fêter les 100 ans du scoutisme. Entre 90 000 et 100 000 scouts, guides, louveteaux, baladins... étaient présents, ce qui constitue le plus grand rassemblement scout jamais organisé dans le monde[1].

### Guides Catholiques de Belgique
- 1995 : Rassemblement à Mozet pour les 80 ans des Guides Catholiques de Belgique
- 2004 : Fête des arts à la citadelle de Namur le 24 avril

### Les Scouts
- 20 avril 2002 : La fédération catholique des scouts de Baden-Powell de Belgique fête son 90e anniversaire au parc du Cinquantenaire de Bruxelles. 17 000 scouts y participent.

## France

### Scouts de France

#### Rassemblement national Louveteau (8-11 ans)
- 1926 à Chamarande. Premier rassemblement national Louveteaux

#### Rassemblement national Scout (11-14 ans)
- 1985 à Jambville: "Aujourd'hui construisons demain" [2]

Premier jamboree national "bleu" (branche 11-14 ans).
- 1991 à Jambville: "Terres d'aventures" [3]
- 1997 à Jambville: "Choisis ta Vie" [4]
- 2006 à Jambville : "Quels talents" [5]
- 2012 à Jambville : "Vis tes rêves" [6]
- 2019 à Jambville : "Connecte!" [7]

#### Rassemblement national Pionnier (14-17 ans)
- 1985 à Lourdes
- 1989 à Strasbourg : "Euroscopi"
- 1994 en Bourgogne : "Pionniers sans frontière"
- 2000 à Clermont-Ferrand : "Solidaires"
- 2010 à Bordeaux : "CitéCap"
- 2015 à Strasbourg : "You're Up!"
- 2025 à Jambville : "Clameurs!"

#### Rassemblement national Compagnon (17-21 ans)
- 1984 au Puy-en-Velay
- 1986 à Frigolet
- 1991 à Montpellier
- 1995 à Pont de Barret (20 ans de la branche compagnons)
- 2001 à Paris : "Paris 2001"
- 2025 à Jambville : "Clameurs!"

### Guides de France

#### Rassemblement national Guide (11-14 ans)
- 1975 à Jambville. L'intitulé était : "Pari 75"
- 1994 à Richelieu.
- 1999 à Aurillac. L'intitulé était : "Vers le 3e millénaire"

#### Rassemblement national Caravelle (14-17 ans)
- 1996 à Assise et Rome.
- 1999 à Caragora, sur le plateau de Millevaches.

#### Rassemblement national JEM (17-21 ans)
- 1978 à Vézelay.
- 1979 à Montibaud[8]
- 1982 à Assise

### Scouts et Guides de France(depuis 2004)

#### Rassemblement national Louveteaux/Jeanettes (8-11 ans)
- 2010 à Jambville et à Paris. "Graines de Diversité"[9]. Uniquement pour les chefs louveteaux et jeannettes, les jeunes n'étaient pas présents.
- 2014 partout en France. "De Notre Mieux" Le samedi pour les chefs et cheftaines et le dimanche pour les jeunes

#### Rassemblement national Scouts/Guides (11-14 ans)
- 2006 à Jambville. "Quels Talents"[10]

L'imaginaire consistait à aider des extra-terrestres échoués sur notre planète à repartir grâce aux talents de chacun.
- 2012 à Jambville: "Vis tes rêves"

Prochain Jamboree national "bleu" (branche 11-14 ans)
- 2019 à Jambville : "Connecte!" [11]

#### Rassemblement national Pionniers/Caravelles (14-17 ans)
- 2008 : (Rassemblement Régional (Ouest de la France (Normandie-Bretagne))

Son nom : Cap Clécy
Le lieu : Clécy (Calvados)
Le Thème : Désert Caravane
Il y a un site de résumé
- 2008 : (Rassemblement Régional (Est de la France))

Son nom : C4M
Le lieu : Pont de Barret (Drôme)
Le Thème : Participer à 4 types de défis nommés : Sportif, Solidarité, Bâtisseur, Cinéma
- 2010 :

Son nom : CitéCAP
Le lieu : Fort Médoc (Gironde)
Le Thème : Environnement, Solidarité et ouverture aux autres, Citoyenneté
Les "héros" : Cap et PasCap
Il y a une vidéo de présentation
- 2015: (Rassemblement européen)

Son nom : You're up!
Le lieu : Strasbourg
Le Thème : L'Europe de demain
- 2025 : (Rassemblement national Pionniers/Caravelles et Compagnons)
- Son nom : Clameurs![13]
- Le lieu : Jambville
- le Thème : S'unir autour des enjeux sociaux et écologiques

#### Rassemblement national Compagnons (17-21 ans)
- 2011 à Paris. "Paris d'Avenir"

### Scoutisme marin
- 2010 :

Son nom: Cap au 100
Le lieu : Fort Médoc (Gironde)
Le rassemblement a été l'occasion de réunir tous les groupes scouts marins de France, quel que soit l'association, pour célébrer le centenaire du scoutisme marin.

## Intercamp
Intercamp est un rassemblement de scouts venant de toute l'Europe et de tous les mouvements.